# Yuqi
Sòng Yǔqí (en mandarín: 宋雨琦; Pekín, 23 de septiembre de 1999), más conocida como Yuqi, es una cantante, compositora y bailarina china. En 2018, debutó como integrante de (G)I-DLE y en 2019 se convirtió en coanfitriona del programa chino, Keep Running.

## Biografía y carrera

### 1999-2019: Primeros años e inicios en su carrera musical
Yuqi nació el 23 de septiembre de 1999 en Pekín, China. Asistió a la escuela secundaria Beijing 101.
En 2015, Yuqi asistió a Cube Star World Audition Beijing Station, donde interpretó «High Heels» de CLC y «Bubble» de G.E.M. Logró aprobar la audición y se convirtió en aprendiz de Cube Entertainment. Dos años después, en junio, junto con Minnie y Shuhua, participó en un vídeo promocional para Rising Star Cosmetics.
El 8 de abril de 2018, Song fue revelada como una de las integrantes de (G)I-dle, el nuevo grupo de Cube Entertainment. Un mes después, debutó como vocalista y bailarina del grupo con «Latata» del miniálbum debut, I Am. En 2019, se convirtió en miembro del elenco de Keep Running, junto a Angelababy y cinco actores. En abril del mismo año, participó en un nuevo programa de variedades, The Gashinas. El episodio piloto se emitió el 19 de mayo. En junio, Yuqi fue confirmada como parte del elenco de Law of the Jungle in Myanmar. En septiembre, Yuqi interpretó el tema final del programa de telerralidad de viajes Please Pay Attention Visitors.

### 2020-presente: Actividades en solitario yA Page
En mayo de 2020, Song debutó como coautora y compositora de la canción «I'm the Trend». El tema anteriormente mencionado es una canción dedicada a Neverland, el grupo de fanes de (G)I-dle, y se dio a conocer durante el primer concierto en línea de su grupo, I-Land: Who Am I, el 5 de julio de 2020. El 29 de mayo, Song fue elegida como la primera intérprete junto a Exy y Yeoreum de Cosmic Girls en el programa The First Date de 1theK Originals. El programa tiene como objetivo construir una nueva amistad al compartir varios juegos, misiones entre miembros de grupos femeninos que se han reunido con frecuencia en varias transmisiones de música, pero que no han tenido la oportunidad de acercarse entre sí. El 17 de septiembre, KakaoTV lanzó un programa original Learn Way, que captura el proceso de renacer como un «todoterreno» al reunirse con mentores expertos en varios campos con Yuqi como presentadora. El programa se emitió el 20 de septiembre. El 9 de noviembre, se anunció que participaría en G-Star 2020 with Krafton, un programa de telerrealidad de deportes electrónicos. El 22 de noviembre, apareció en Play Seoul, un programa producido por la Organización de Turismo de Seúl y KBS, donde las estrellas más influyentes del K-pop pueden compartir con los fanes globales sus experiencias en Seúl en tiempo real. El programa tiene como objetivo promover el turismo seguro luego de que el COVID-19 pueda moderarse posteriormente en Seúl. Yuqi dio un recorrido por los barrios de moda en Seúl visitando Euljiro e Itaewon por sus cafés y restaurantes.
El 6 de mayo de 2021, Cube Entertainment anunció que Yuqi debutaría como solista con el álbum sencillo A Page el 13 de mayo, que incluye los sencillos «Giant» y «Bonnie & Clyde».
El 23 de abril, Yuqi publicó su primer EP, Yuq1 con los sencillos «Freak» y «Could It Be». El 17 de marzo de 2025 publicó su sencillo «Radio (Dum-Dum)» que había sido interpretado anteriormente en el I-dol World Tour de (G)I-dle.

## Discografía

### EP
| Título | Detalles | Mejor posición | Mejor posición | Ventas | Certificaciones    |
| Título | Detalles | COR            | JPN            | Ventas | Certificaciones    |
| ------ | --- | -------------- | -------------- | ------ | ------------------ |
| Yuq1   | - Lanzamiento: 23 de abril de 2024 - Discográfica(s): Cube, Kakao - Formato(s): CD, descarga digital, streaming | 2              | 42             | N/A    | - KMCA: 2× Platino |

### Álbumes sencillo
| Título | Detalles |
| ------ | --- |
| A Page | - Lanzamiento: 13 de mayo de 2021 - Discográfica(s): Cube, Republic, Kakao - Formato(s): descarga digital, streaming |

### Sencillos
| Título                                                                                 | Año                    | Mejor posición         | Mejor posición         | Álbum                  |                        |
| Título                                                                                 | Año                    | CHN                    | COR                    | Álbum                  |                        |
| Como artista principal                                                                 | Como artista principal | Como artista principal | Como artista principal | Como artista principal | Como artista principal |
| -------------------------------------------------------------------------------------- | ---------------------- | ---------------------- | ---------------------- | ---------------------- | ---------------------- |
| «Giant»                                                                                | 2021                   | —                      | —                      | A Page                 |                        |
| «Bonnie & Clyde»                                                                       | 2021                   | —                      | —                      | A Page                 |                        |
| «Blank Space» (漆黑的空间)                                                             | 2023                   | —                      | —                      | Beyond 40              |                        |
| «Could It Be»                                                                          | 2024                   | —                      | —                      | Yuq1                   |                        |
| «Freak»                                                                                | 2024                   | 148                    | 153                    | Yuq1                   |                        |
| «Radio (Dum-Dum)»                                                                      | 2025                   | —                      | —                      | Sin álbum              |                        |
| Como artista invitada                                                                  |                        |                        |                        |                        |                        |
| «Hate Rodrigo» (Choi Ye-na con Yuqi)                                                   | 2023                   | —                      | 117                    | Hate XX                |                        |
| «Fire!» (Alan Walker con Yuqi y JVKE)                                                  | 2023                   | —                      | —                      | Walkerworld 2.0        |                        |
| «Baby Steps» (pH-1 con Yuqi)                                                           | 2025                   | —                      | —                      | Sin álbum              |                        |
| «Fly to the Youth» (자유롭게 날아)                                                     | —                      | —                      | Ignition               |                        |                        |
| «—» indica que el lanzamiento no se posicionó en la lista o no se lanzó en esa región. |                        |                        |                        |                        |                        |

#### Sencillos promocionales
| Título                          | Año  | Mejor posición | Álbum     |
| Título                          | Año  | KOR Down.      | Álbum     |
| ------------------------------- | ---- | -------------- | --------- |
| «Fendi»                         | 2025 | 87             | Sin álbum |
| «Happy Space»                   | 2025 | —              | Sin álbum |
| «Green Light»                   | 2025 | —              | Sin álbum |
| «We Are All Great» (我们都很棒) | 2025 | —              | Sin álbum |

#### Bandas sonoras
| «Making Billion Tons of Light» (造亿万吨光芒) (con Angelababy, Li Chen, Zheng Kai, Zhu Yawen, Wang Yanlin, y Lucas Wong) | 2019 | —  | Keep Running OST                  |
| «Happy Seasoning» (开心调味计)                                                                                           | 2019 | —  | Please Pay Attention Visitors OST |
| «VVS» (con el elenco de Stage Boom)                                                                                      | 2021 | —  | Stage Boom OST                    |
| «Sweet Dream» (con Miyeon)                                                                                               | 2023 | —  | Love to Hate You OST              |
| «Not Cinderella» (con HypeerTime)                                                                                        | 2023 | —  | I Wasn't the Cinderella OST       |
| «How to Twerk» (트윌ㅋ) (con Miyeon)                                                                                     | 2023 | 85 | Street Woman Fighter 2 OST        |
| «Making Waves» (造浪) | 2023 | —  | Rising with the Wind OST          |
| «Bad Liar» (연극) | 2024 | —  | Marry Me Husband OST              |
| «When Tomorrow Comes» (내일이 찾아오면) (versión acústica)                                                               | 2024 | —  | Seoul Busters OST                 |
| «–» indica que el lanzamiento no se posicionó en la lista o no se lanzó en esa región.                                   |      |    |                                   |

### Otras canciones en listas
| Título                            | Año  | Mejor posición | Álbum |
| Título                            | Año  | KOR Down.      | Álbum |
| --------------------------------- | ---- | -------------- | ----- |
| «My Way»                          | 2024 | 63             | Yuq1  |
| «Drink It Up» (con pH-1)          | 2024 | 56             | Yuq1  |
| «Red Rover»                       | 2024 | 66             | Yuq1  |
| «On Clap» (con Lexie Liu)         | 2024 | 72             | Yuq1  |
| «Everytime» (con Minnie)          | 2024 | 61             | Yuq1  |
| «Drive U Crazy» (Minnie con Yuqi) | 2025 | 41             | Her   |

### Créditos de composiciones
Todos los créditos son adaptados de la Korea Music Copyright Association, a menos que se indique lo contrario.
| Título                        | Año  | Artista       | Álbum       | Letras | Música |
| ----------------------------- | ---- | ------------- | ----------- | ------ | ------ |
| «Dumdi Dumdi» (versión china) | 2020 | (G)I-dle      | Dumdi Dumdi | Yes    | No     |
| «I'm the Trend»               | 2020 | (G)I-dle      | Dumdi Dumdi | Yes    | Yes    |
| «Lost»                        | 2021 | (G)I-dle      | I Burn      | Yes    | Yes    |
| «Hwaa» (versión china)        | 2021 | (G)I-dle      | I Burn      | Yes    | No     |
| «Giant»                       | 2021 | Yuqi          | A Page      | Yes    | Yes    |
| «Polaroid»                    | 2022 | (G)I-dle      | I Never Die | Yes    | Yes    |
| «Liar»                        | 2022 | (G)I-dle      | I Never Die | Yes    | Yes    |
| «Rain» (소나기)               | 2022 | Miyeon        | My          | No     | Yes    |
| «Reset»                       | 2022 | (G)I-dle      | I Love      | No     | Yes    |
| «Dark (X-file)»               | 2022 | (G)I-dle      | I Love      | No     | Yes    |
| «All Night»                   | 2023 | (G)I-dle      | I Feel      | Yes    | Yes    |
| «Peter Pan»                   | 2023 | (G)I-dle      | I Feel      | Yes    | Yes    |
| «Doll»                        | 2024 | (G)I-dle      | 2           | Yes    | Yes    |
| «Rollie»                      | 2024 | (G)I-dle      | 2           | Yes    | Yes    |
| «Freak»                       | 2024 | Yuqi          | Yuq1        | Yes    | Yes    |
| «My Way»                      | 2024 | Yuqi          | Yuq1        | Yes    | Yes    |
| «Drink It Up» (con pH-1)      | 2024 | Yuqi          | Yuq1        | Yes    | Yes    |
| «On Clap» (con Lexie Liu)     | 2024 | Yuqi          | Yuq1        | Yes    | No     |
| «Everytime» (con Minnie)      | 2024 | Yuqi          | Yuq1        | Yes    | Yes    |
| «Last Forever»                | 2024 | (G)I-dle      | I Sway      | Yes    | Yes    |
| «Neverland»                   | 2024 | (G)I-dle      | I Sway      | Yes    | Yes    |
| «Radio (Dum-Dum)»             | 2025 | Yuqi          | Sin álbum   | Yes    | Yes    |
| «Baby Steps»                  | 2025 | pH-1 con Yuqi | Sin álbum   | Yes    | Yes    |
| «Fendi»                       | 2025 | Yuqi          | Sin álbum   | Yes    | Yes    |
| «Love Tease»                  | 2025 | I-dle         | We Are      | Yes    | Yes    |

## Filmografía

### Programas de televisión
| Año  | Título                                 | Cadena           | Notas                           | Ref.   |
| ---- | -------------------------------------- | ---------------- | ------------------------------- | ------ |
| 2018 | Super TV 2                             | XtvN             | Invitada                        | [ 32 ] |
| 2018 | Happy Together                         | KBS2             | Invitada                        | [ 33 ] |
| 2018 | Knowing Bros                           | JTBC             | Invitada                        | [ 34 ] |
| 2019 | Grannies                               | MBC              | Miembro del elenco              | [ 35 ] |
| 2019 | My Little TV                           |                  | Invitada                        | [ 36 ] |
| 2019 | Keep Running                           | ZRTG Zhejiang TV | Miembro del elenco              | [ 37 ] |
| 2019 | Law of the Jungle in Myanmar and Myeik | SBS              | Miembro del elenco              | [ 38 ] |
| 2020 | Running Man                            | SBS              | Invitada                        | [ 39 ] |
| 2020 | Knowing Bros                           | JTBC             | Invitada                        | [ 40 ] |
| 2020 | King of Mask Singer                    | SBS              | Concursó como «Pineapple Pizza» | [ 41 ] |